# نیترات حیوانی
«نیترات حیوانی» (به انگلیسی: Animal Nitrate) ترانه‌ای از گروه انگلیسی سوِید و یکی از تک‌آهنگ‌های آلبوم جیر است که در سال ۱۹۹۳ منتشر شد. «نیترات حیوانی» که سومین تک‌آهنگ آن آلبوم بود، در زمان انتشارش جزو ۱۰ ترانهٔ برتر آفیشال چارتس بریتانیا شد و در ایرلند و نیوزلند جزو ۲۰تای برتر بود.

## ساخت و محتوا
اعضای سوید ماه‌های متمادی موسیقی «نیترات حیوانی» را تمرین می‌کردند و برنارد باتلر (گیتاریست) مدام از برت اندرسون سراغ شعر آن را می‌گرفت. به گفتهٔ اندرسون پیش از سرایش «نیترات حیوانی» یکی از فانتزی‌های او این بوده که یک ترانهٔ صریح جنسی را در چهارچوب موسیقی پاپ عرضه کند. عنوان ترانه به مخدر استنشاقی آمیل نیتریت اشاره دارد و شعر آن راجع به خشونت خانگی در یک رابطهٔ همجنسگرایانهٔ مردانه است.
این واقعیت را دوست دارم که این آهنگ با اشعاری دربارهٔ یک دنیای تاریک و سیاه، به جمع ۱۰ ترانهٔ پرفروش روز راه پیدا کرد.

## ویدئو
موزیک ویدئوی «نیترات حیوانی» به‌دلیل وجود تصاویری مانند یک زن چاق بیکینی‌پوش و بوسیده شدن یک مرد با سر خوک، جنجال‌برانگیز و بعضی جاها با سانسور مواجه شد. شبکهٔ آی‌تی‌وی بریتانیا هم به‌دلیل وجود صحنه‌هایی در ویدئو که دو مرد را در حال بوسیدن و در آغوش گرفتن هم نشان می‌دهد آن را پخش نکرد. اندرسون در سال ۲۰۱۳ در مصاحبه‌ای به ان‌ام‌ئی گفت که برای القای انرژی اجراهای زنده، اعضای گروه پیش از ضبط ویدئو کوکائین مصرف کرده‌بودند.

## فهرست قطعه‌های تک‌آهنگ
صفحهٔ ۷ اینچ، نوار کاست
1. «نیترات حیوانی»
2. «شدیداً»

صفحهٔ ۱۲ اینچ، سی‌دی
1. «نیترات حیوانی»
2. «آدم‌های نقاشی‌شده»
3. «شدیداً»

## موقعیت در جدول‌های فروش
| \| چارت (۱۹۹۳) \| بالاترین جایگاه \| \| --------------------------- \| --------------- \| \| جدول‌های ای‌آرآی‌ای استرالیا \| ۸۹ \| \| ۱۰۰ تک‌آهنگ داغ اروپایی[۸] \| ۲۳ \| \| جدول تک‌آهنگ‌های ایرلند[۹] \| ۱۱ \| \| فهرست برترین‌های سوئد[۱۰] \| ۲۱ \| \| آفیشال چارتس بریتانیا[۱۱] \| ۷ \| \| انجمن صنعت ضبط نیوزیلند[۱۲] \| ۱۱ \| 1. 2. 3. 4. 5. 6. 7. 8. 9. 10. 11. 12. |                 |
| چارت (۱۹۹۳) | بالاترین جایگاه |
| جدول‌های ای‌آرآی‌ای استرالیا | ۸۹              |
| ۱۰۰ تک‌آهنگ داغ اروپایی | ۲۳              |
| جدول تک‌آهنگ‌های ایرلند | ۱۱              |
| فهرست برترین‌های سوئد | ۲۱              |
| آفیشال چارتس بریتانیا | ۷               |
| انجمن صنعت ضبط نیوزیلند | ۱۱              |